# Henryk Mückenbrunn
Henryk Mückenbrunn (* 1903 in Zakopane; † 1956 in Vallée Blanche) war ein polnischer Skisportler, der für SN PTT Zakopane an den Start ging. Er wurde insgesamt siebenmal polnischer Meister in den Ski-Nordisch-Sportarten. Im Sommer war er Bergsteiger im Tatra-Gebirge.

## Werdegang
Mückenbrunn, auch „Miki“ genannt, startete erstmals 1918 bei offiziellen Wettbewerben im Skispringen und wurde bereits 1920 bei den ersten polnischen Unionsmeisterschaften auf dem Berg Antałówka in Zakopane Juniorenmeister.
Seine ersten Erfolge im Seniorenbereich erzielte er 1922, als er Vizemeister im Skilanglauf über 18 km wurde. Ein Jahr später konnte er die polnischen Meisterschaften in dieser Disziplin gewinnen. 1923 sprang Mückenbrunn auf 38 m und stellte somit einen neuen polnischen Rekord auf. Polnischer Meister im Skispringen wurde er jedoch erst ein Jahr später in Krynica-Zdrój, wo er ebenso erstmals Meister in der Nordischen Kombination wurde. Zudem wurde er Staffelmeister im Langlauf und im Hindernislauf.
Bei den Olympischen Winterspielen 1924 in Chamonix-Mont-Blanc stand Mückenbrunn zwar auf der Startliste, allerdings verhinderte eine Verletzung seine Teilnahme am Wettbewerb. Für das polnische Team war dies ein herber Rückschlag, denn er galt eigentlich als der beste und vielseitigste polnische Skifahrer.
Seine beiden Meistertitel im Skispringen und in der Nordischen Kombination konnte er 1924 erneut in Krynica-Zdrój bestätigen.
Bei der Nordischen Skiweltmeisterschaft 1925 in Janské Lázně belegte Mückenbrunn den 44. Platz im Skispringen als auch im Langlauf über 18 km. In der Nordischen Kombination wurde er auf dem 24. Platz bester Pole.
1926 wurde Mückenbrunn Skimeister der Tschechoslowakei in Nové Město na Moravě. Die Wettkämpfe fanden vom 28. bis 31. Januar 1926 statt und beinhalteten unter anderem 50 km Langlauf sowie jeweils einen Wettkampf in der Nordischen Kombination und im Skispringen.

## Nach der Karriere

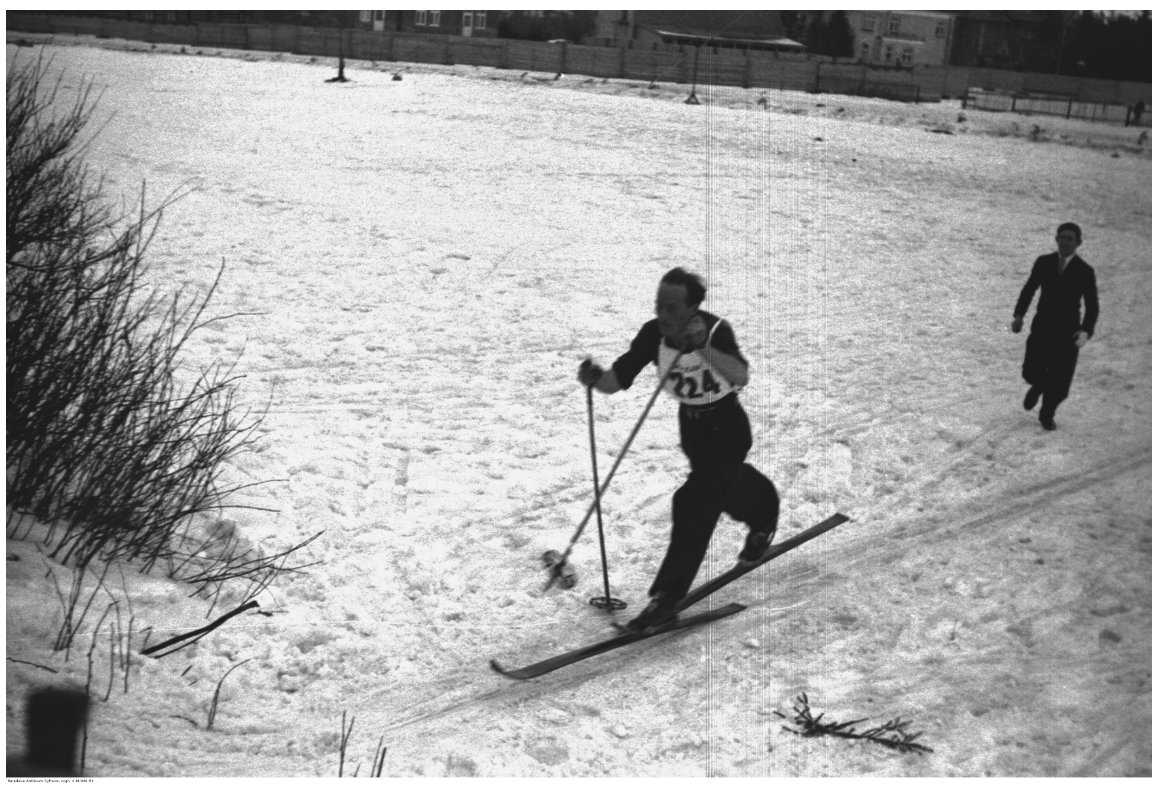
Mückenbrunn 1932

1926 wanderte Mückenbrunn ins französische Chamonix aus, um einer Einberufung ins polnische Militär zu umgehen. In Chamonix blieb er als Skifahrer und Bergsteiger aber weiterhin sportlich aktiv. So konnte er mehrere Preise in Skijöring, Skifahren, Rodeln als auch im Bobsport gewinnen. Darüber hinaus wurde er Skilehrer und gründete sogar seine eigene Skischule.
Im Jahr 1944 wurde Mückenbrunn von der Gestapo verhaftet, weil er jüdischen Glaubens und im Widerstand aktiv war. Ihm gelang jedoch die Flucht.
1956 kam Mückenbrunn unter mysteriösen Umständen zu Tode. Seine Leiche wurde im März an den Hängen des Vallée Blanche-Tals in einer Gletscherspalte gefunden. Mückenbrunn wurde auf dem Friedhof in Chamonix begraben.